# Matka zastępcza
     Zarówno odpłatna, jak i altruistyczna surogacja jest legalna
     Brak regulacji prawnych
     Tylko altruistyczna surogacja jest legalna
     Dozwolone między krewnymi do drugiego stopnia pokrewieństwa
     Zabronione
     Nieuregulowane / niewyjaśnione

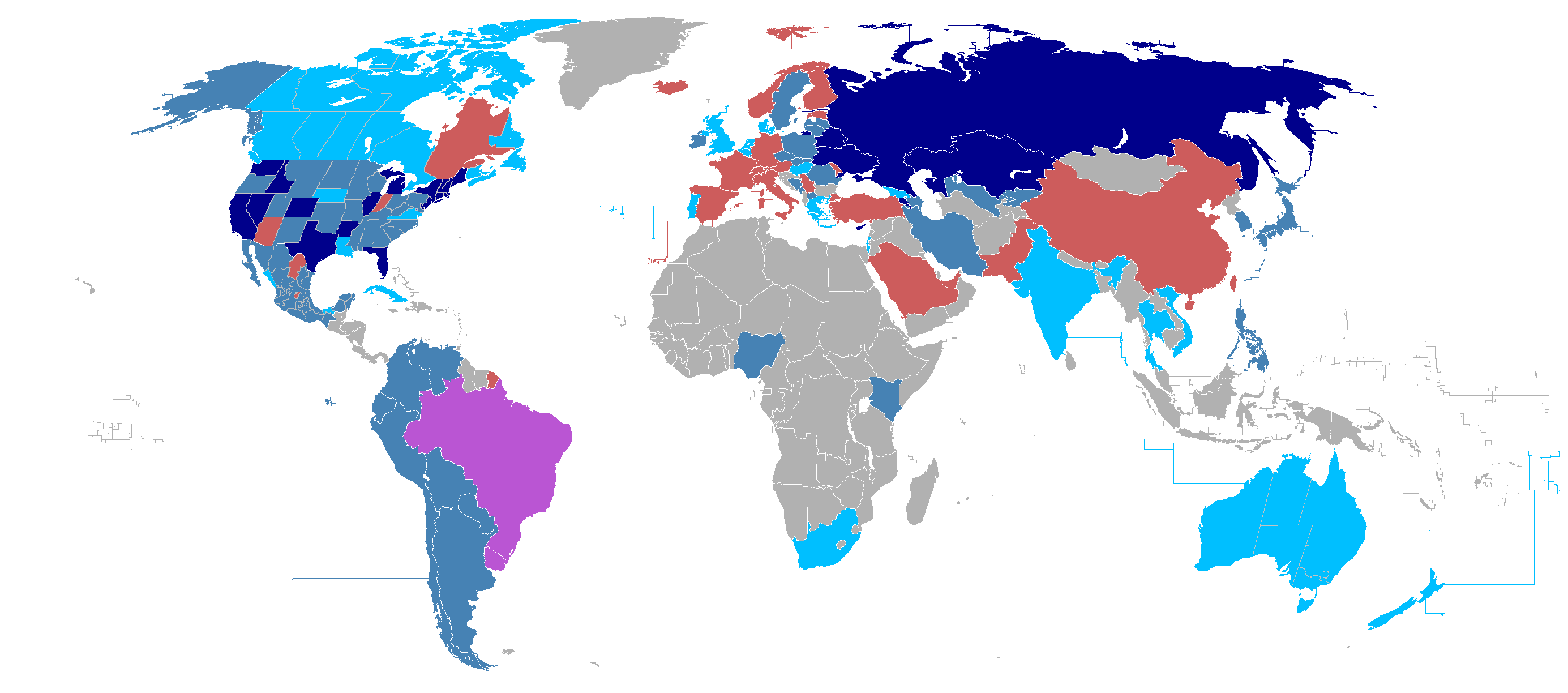
Status prawny surogacji na świecie:
Zarówno odpłatna, jak i altruistyczna surogacja jest legalna
Brak regulacji prawnych
Tylko altruistyczna surogacja jest legalna
Dozwolone między krewnymi do drugiego stopnia pokrewieństwa
Zabronione
Nieuregulowane / niewyjaśnione

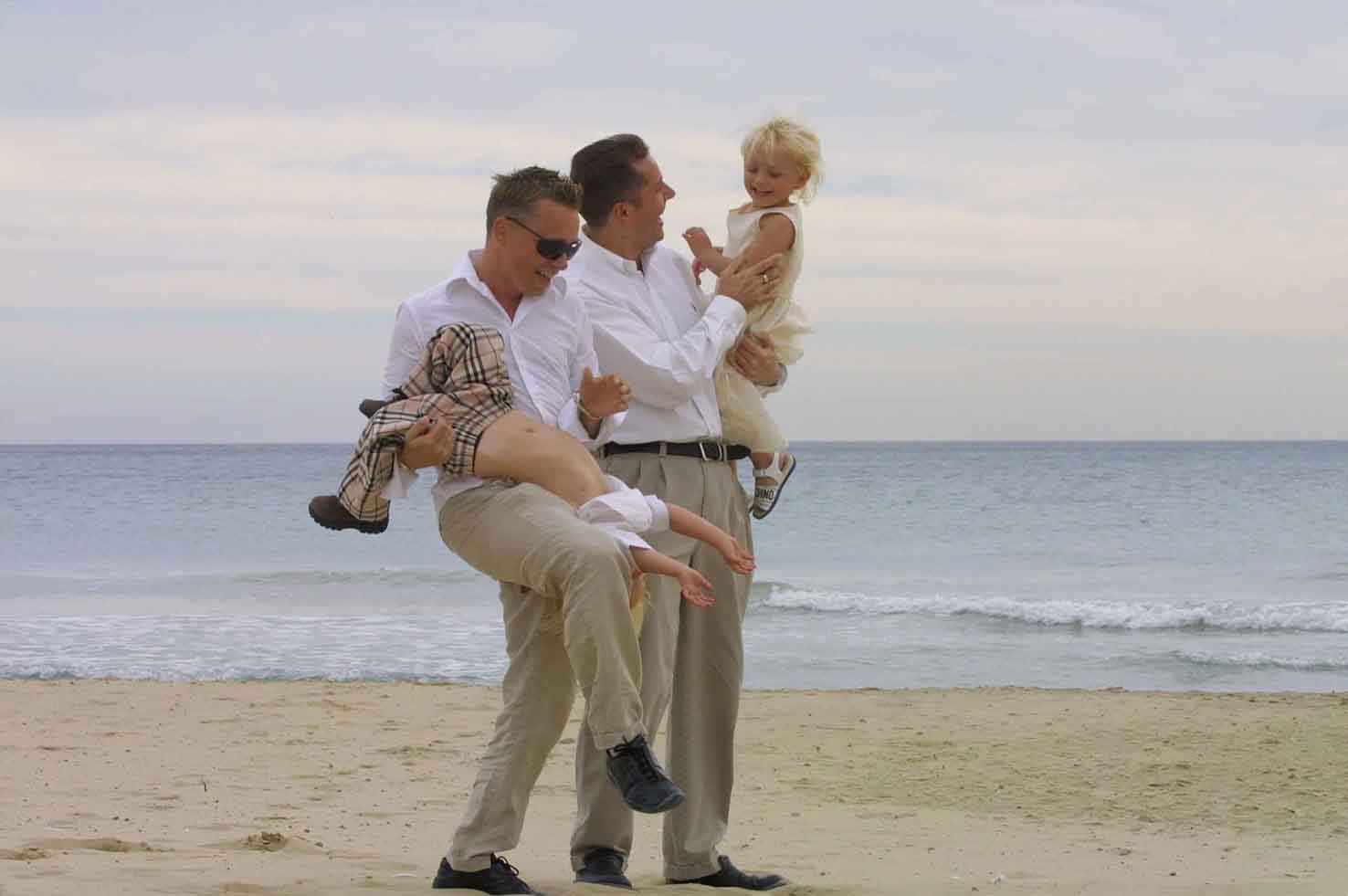
Barrie i Tony Drewitt-Barlow, ojcowie pięciorga dzieci urodzonych przez surogatkę. Bliźnięta Aspen i Saffron Drewitt-Barlow, urodzone 9 grudnia 1999 roku, były pierwszymi dziećmi pary jednopłciowej w Wielkiej Brytanii urodzonymi przez matkę zastępczą (chociaż dzieci urodziły się w Kalifornii, USA).

Matka zastępcza, surogatka – kobieta, która przyjmuje do swojej macicy zapłodnioną in vitro komórkę jajową innej kobiety, która sama nie może zajść w ciążę bądź nie mogłaby donosić swojej ciąży; lub zgadza się urodzić dziecko, którego docelowymi rodzicami będą inne osoby. Rola matki zastępczej sprowadza się do donoszenia ciąży, urodzenia dziecka i oddania go rodzicom. Zapłodnienie matki zastępczej może nastąpić na kilka sposobów, skutkując różnymi rodzajami pokrewieństwa  (lub jego brakiem) między dzieckiem a surogatką i przyszłymi rodzicami dziecka. Przy zapłodnieniu drogą naturalną, lub przy sztucznym unasiennieniu, jeśli użyto nasienia przyszłego ojca dziecka, to będzie ono genetycznie spokrewnione zarówno z tym ojcem, jak i z surogatką. W przypadku użycia spermy innego dawcy, dziecko nie będzie genetycznie spokrewnione z żadnym z docelowych rodziców, a jedynie z surogatką. Natomiast przy zapłodnieniu metodą in vitro (gdy zapłodniony zarodek umieszcza się w macicy matki zastępczej), dziecko nie będzie genetycznie spokrewnione z surogatką. Będzie genetycznie spokrewnione z docelowymi rodzicami, jeśli przy zapłodnieniu in vitro użyto ich nasienia i komórki jajowej; będzie genetycznie spokrewnione tylko z docelowym ojcem, jeśli komórkę jajową pobrano od innej dawczyni; tylko z docelową matką, jeśli użyto nasienia innego dawcy; może także nie być spokrewnione z żadnym z przyszłych rodziców ani z matką zastępczą, jeśli użyto zarodka anonimowych dawców (pochodzącego z procedury in vitro wykonywanej dla innych osób). Zależnie od regulacji prawnych w poszczególnych krajach świata, surogacja może być odpłatna (w celu osiągnięcia korzyści finansowych) lub altruistyczna (dobrowolna). Różne mogą być także ustalenia przyszłych rodziców i matki zastępczej odnośnie do postępowania w przypadku powikłań ciążowych, ciąży wielopłodowej (lub implementacji więcej niż jednego zarodka w przypadku procedury in vitro), wsparcia emocjonalnego i psychologicznego dla matki zastępczej, oraz różnych nieprzewidzianych sytuacji. Z surogacji czasami korzystają pary jednopłciowe starające się o dziecko, nie tylko mężczyźni, ale również kobiety (gdy jedna z nich jest dawczynią komórki jajowej, a druga donosi ciążę). 

## Prawo międzynarodowe
Konwencja o prawach dziecka w art. 21 zobowiązuje państwa-strony do zapewnienia aby w przypadku adopcji do innego kraju osoby w niej zaangażowane nie uzyskały z tego powodu niestosownych korzyści finansowych.
Podobny zakaz zawiera Konwencja o ochronie dzieci i współpracy w dziedzinie przysposobienia międzynarodowego z 1993 (art. 8 i 32).
Europejska Konwencja o przysposobieniu dzieci z 1967 w art. 15 głosi Przepisy powinny uniemożliwiać uzyskiwanie bezpodstawnych korzyści finansowych w związku z przysposobieniem dziecka.

## Prawo w Polsce
Zgodnie z ustawową definicją matki wprowadzoną do kodeksu rodzinnego i opiekuńczego nowelizacją z 6 listopada 2008 jest nią wyłącznie kobieta, która urodziła dziecko (art. 619 k.r.o.). W związku z tym do aktu urodzenia wpisuje się matkę zastępczą. Fakt, że surogatka nie jest "genetyczną" matką dziecka, jest z prawnego punktu widzenia bez znaczenia i nie można na tej podstawie dokonać zaprzeczenia jej macierzyństwa.

Art. 189a. § 1. Kto dopuszcza się handlu ludźmi, podlega karze pozbawienia wolności na czas nie krótszy od lat 3.
§ 2. Kto czyni przygotowania do popełnienia przestępstwa określonego w § 1, podlega karze pozbawienia wolności od 3 miesięcy do lat 5.
Art. 211a. § 1. Kto, w celu osiągnięcia korzyści majątkowej, zajmuje się organizowaniem adopcji dzieci wbrew przepisom ustawy, podlega karze pozbawienia wolności od 3 miesięcy do lat 5.

§ 2. Tej samej karze podlega, kto, będąc osobą, której przysługuje władza rodzicielska nad dzieckiem, wyraża zgodę na adopcję tego dziecka przez inną osobę:
1) w celu osiągnięcia korzyści majątkowej lub osobistej, zatajając ten cel przed sądem orzekającym w postępowaniu w sprawie o przysposobienie, a w przypadku wyrażenia przez rodzica zgody na przysposobienie dziecka w przyszłości bez wskazania osoby przysposabiającego – przed sądem przyjmującym oświadczenie o wyrażeniu tej zgody,
2) z pominięciem postępowania w sprawie o przysposobienie.

§ 3. Tej samej karze podlega, kto wyraża zgodę na adopcję dziecka przez siebie w warunkach, o których mowa w § 2.

Przekazanie praw rodzicielskich do dziecka (w tym zwłaszcza władzy rodzicielskiej) może się odbyć tylko na zasadzie przysposobienia (zwłaszcza adoptio in plena). Decyduje o nim tylko sąd opiekuńczy (art. 586 k.p.c.), kierując się jedynie dobrem dziecka (art. 114 k.r.o.). W związku z tym samo porozumienie surogatki i "docelowych" rodziców nie gwarantuje orzeczenia zgodnego z ich zamiarem. Na mocy wspomnianej nowelizacji umowa decydująca o tym, kto jest matką dziecka, byłaby niezgodna z prawem, a więc nieważna (art. 58 § 1 k.c.). Natomiast umowne zobowiązanie się surogatki do wyrażenia zgody na przysposobienie dziecka należałoby uznać za nieważne ze względu na sprzeczność z zasadami współżycia społecznego (art. 58 § 2 k.c.). W związku z powyższym, jeśli surogatka po porodzie zmieni zdanie i odmówi oddania dziecka, dla sądu bez znaczenia będą jej wcześniejsze ustalenia z "docelowymi" rodzicami. Zgoda matki na przysposobienie nie jest wymagana tylko wyjątkowo, ale, jak wspomniano, nawet w tej sytuacji sąd może nie orzec przysposobienia, jeśli uzna, że nie będzie ono zgodne z dobrem dziecka. 
Czerpanie korzyści materialnych z macierzyństwa zastępczego (w tym pośredniczenie między surogatką a ewentualnymi „klientami”) jest przestępstwem (art. 189a § 1 i 2 oraz art. 211a k.k.).
Ustawa o leczeniu niepłodności ma również zastosowanie. Za obrót gametami lub embrionami w celu korzyści majątkowej lub osobistej grozi kara pozbawienia wolności do lat 3 przy gamecie i do lat 5 przy zarodku, czynienie tego zawodowo odpowiednio do lat 5 i do lat 10. Zakazane jest tworzenie oraz zagnieżdżanie zarodków bez zgody dawcy lub w razie jej wycofania – kara grzywny, kara ograniczenia wolności lub pozbawienie wolności do roku (art. 78).

## Inne znaczenia

Schemat procedury klonowania, na drodze której powstała owca Dolly.

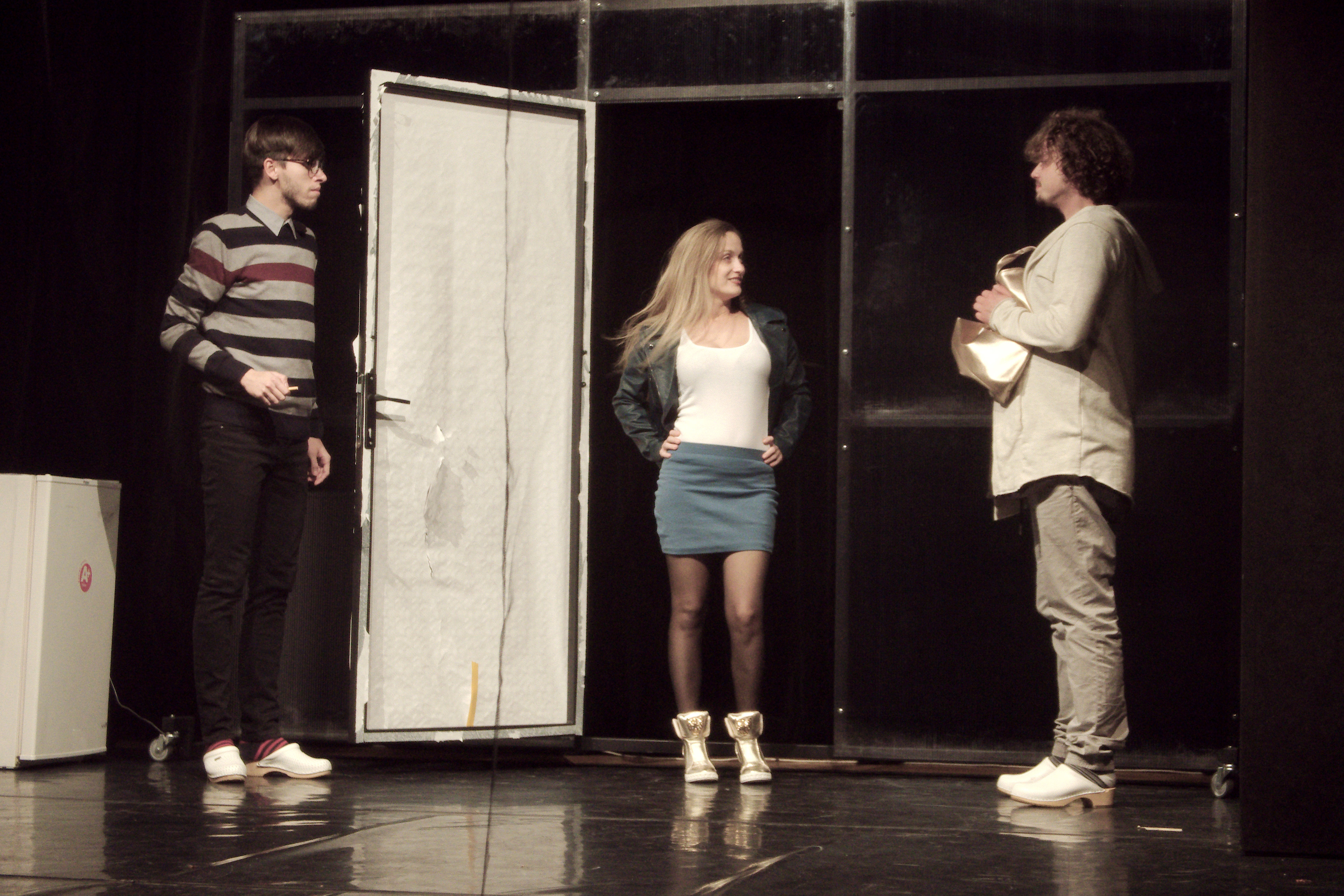
Scena ze spektaklu pt. "Identikit" (autorzy: Kuruc, Hvorecký, Scherhaufer), teatr Nomantinels, Bratysława, Słowacja (2016). Reż. Adriana Totiková. Od lewej: Peter Tilajčík, Elena Kolek Spaskov, Jozef Štupák.

W hodowli zwierząt stosuje się metodę transferu zarodka do matki zastępczej w celu przezwyciężenia ograniczeń związanych z odległością, karierą sportową, zdrowiem reprodukcyjnym, lub czasem; na przykład w hodowli koni sportowych, gdy cenną klacz można dzięki temu nadal użytkować w sporcie, oszczędzić jej wyczerpania organizmu związanego z ciążą, lub uzyskać w ten sposób więcej potomstwa od niej. Tego typu praktyki są zabronione przez amerykański The Jockey Club, zajmujący się rejestrowaniem koni pełnej krwi angielskiej w Stanach Zjednoczonych, Kanadzie i Puerto Rico. By źrebię mogło być zarejestrowane w The Jockey Club, musi ono być rezultatem poczęcia przez ogiera i klacz wskutek fizycznego kontaktu, oraz urodzone przez tę samą klacz w której ciele zostało ono poczęte. Z matek zastępczych korzysta się także w hodowli zwierząt gospodarskich; najbardziej znanym przykładem jest owca Dolly, pierwsze zwierzę sklonowane z komórek dorosłego osobnika. 
U ludzi, pierwszy transfer zarodka, skutkujący ciążą, wykonano w lipcu 1983. Dziecko urodziło się 3 lutego 1984. W tym przypadku, rozwijający się zarodek przeniesiono od jednej kobiety (u której został poczęty drogą sztucznego zapłodnienia) do innej, która urodziła 38 tygodni później. Nasienie użyte do zapłodnienia pochodziło od męża kobiety, która urodziła dziecko. 

## W kulturze
Kobiety pełniące funkcję surogatek pod przymusem są jednym z głównych wątków głośnej powieści – antyutopii autorstwa Margaret Atwood, pt. "Opowieść podręcznej". Powieść ta doczekała się ekranizacji filmowej (1990) i telewizyjnej (2017). Główna bohaterka, Freda, wraz z innymi kobietami zakwalifikowanymi do pełnienia funkcji "podręcznych" (tak w powieści nazywane są surogatki), w specjalnym obozie szkoleniowym jest przysposabiana do pełnienia tej funkcji. Następnie zostaje przydzielona małżeństwu Komendanta i Sereny Joy, któremu ma urodzić dziecko, będące biologicznym dzieckiem Komendanta i Fredy; poczętym w sposób naturalny ale całkowicie pozbawiony erotyzmu czy namiętności, w obecności jego żony. 
Perypetie pary gejów, którzy właśnie zamieszkali razem i planują mieć dziecko z pomocą matki zastępczej, stały się także tematem pierwszej części tryptyku pt. "Identikit", spektaklu wyprodukowanego przez Nomantinels, niezależny teatr z Bratysławy (Słowacja). Mężczyźni i przypadkowo poznana przez nich kobieta umawiają się, że urodzi ona dla nich dziecko, poczęte drogą sztucznego unasiennienia, którego biologicznym ojcem będzie jeden z nich. Wszyscy troje zaprzyjaźniają się, a kobieta zachodzi w ciążę; jednak później poznaje innego mężczyznę, z którym chce związać się na stałe i postanawia powiedzieć mu, że to on jest biologicznym ojcem dziecka, utrzymując pozostałą część historii w tajemnicy. W związku z tym zrywa umowę zawartą z parą gejów i opuszcza ich.